# Praktjakobinia
Praktjakobinia (Justicia carnea) är ett växtart inom familjen akantusväxter från norra Sydamerika. Arten odlas som krukväxt i Sverige.

## Synonymer
- Cyrtanthera magnifica Nees
- Cyrtanthera pohliana Nees
- Jacobinia carnea (Lindl.) G. Nicholson
- Jacobinia magnifica (Nees) Lindau
- Jacobinia pohliana (Nees) Lindau
- Jacobinia pohlianavar. velutina Nees